# SGI 챌린지

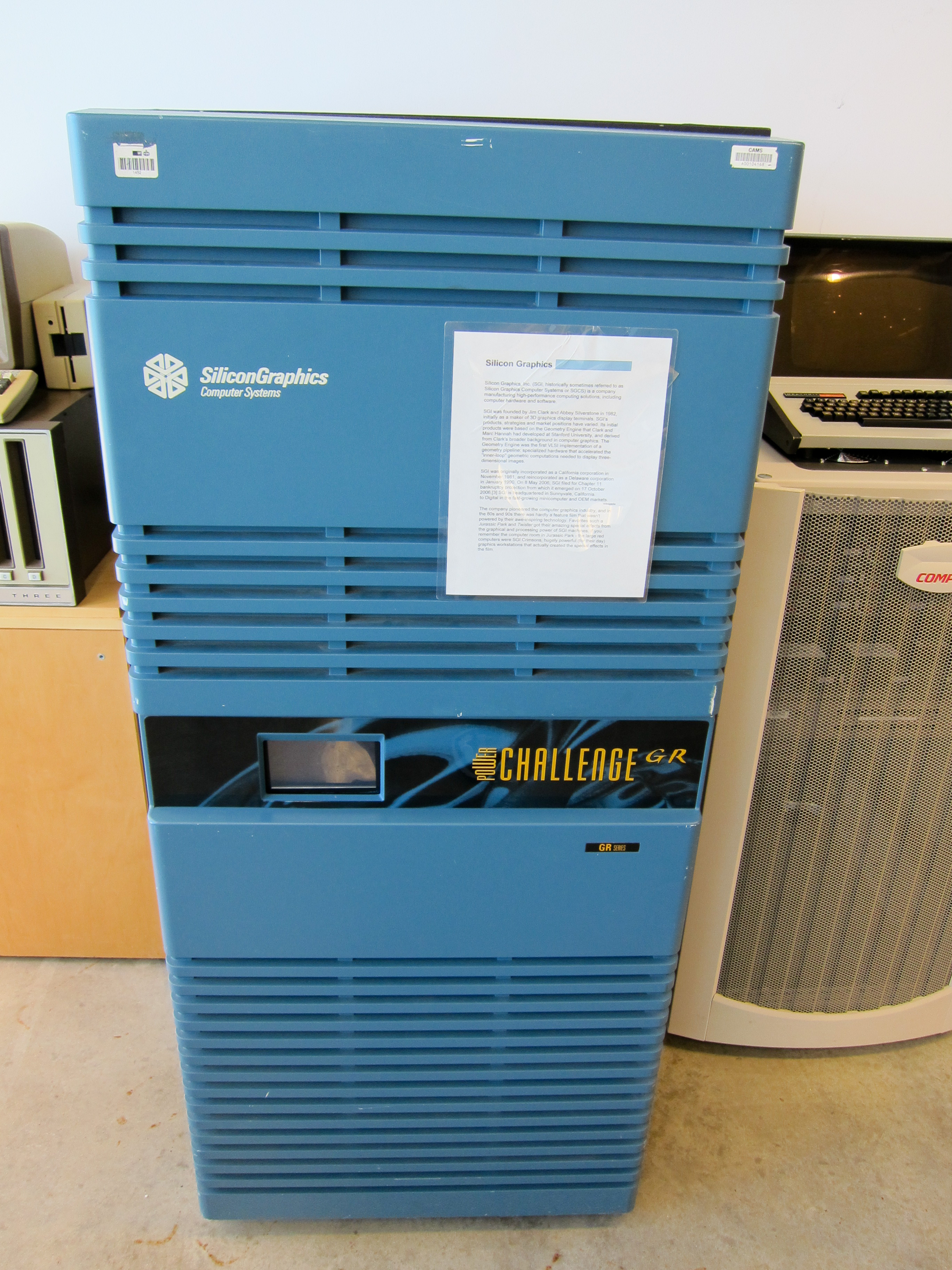

SGI 챌린지(SGI Challenge, 데스크사이드 모델 코드명: Eveready, 랙마운트 모델 코드명: Terminator)는 실리콘 그래픽스가 개발, 제조하는 서버 컴퓨터 및 슈퍼컴퓨터의 한 계열이다. 이후 1996년 NUMAlink 기반 오리진 200과 오리진 2000으로 계승되었다.

## 모델

### 챌린지
- DM
- L
- GR
- XL

### 챌린지 10000
- L
- GR
- XL

### 파워 챌린지 10000
- XL